# Olympische Sommerspiele 2016/Leichtathletik – Hammerwurf (Frauen)

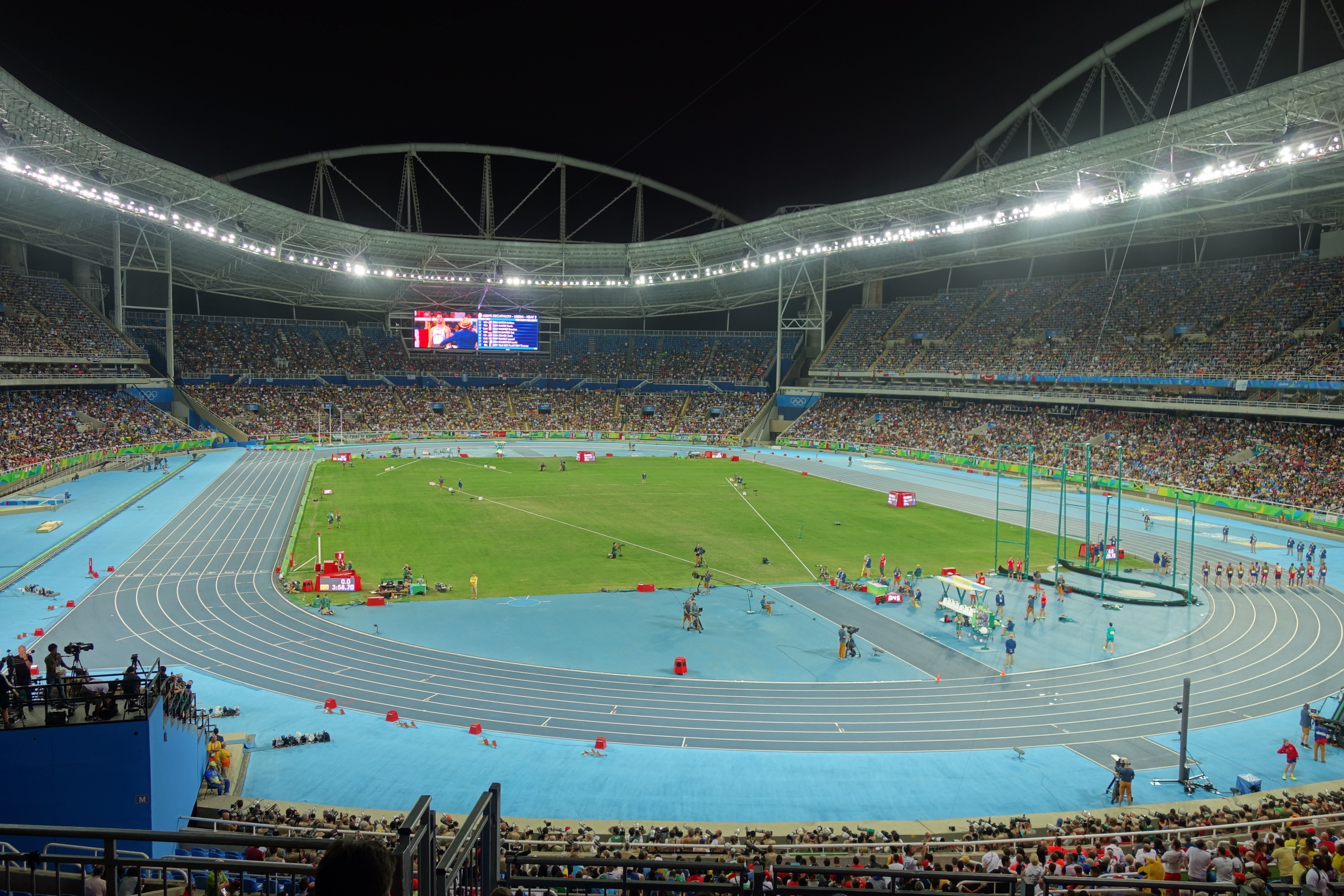
Innenraum des Estádio Olímpico João Havelange während der Spiele von Rio

Der Hammerwurf der Frauen bei den Olympischen Spielen 2016 in Rio de Janeiro wurde am 12. und 15. August 2016 im Estádio Nilton Santos ausgetragen. 36 Athletinnen nahmen teil.
Olympiasiegerin wurde die Polin Anita Włodarczyk, die einen neuen Weltrekord aufstellte. Sie gewann vor der Chinesin Zhang Wenxiu und Sophie Hitchon aus Großbritannien.
Für Deutschland starteten Betty Heidler, Kathrin Klaas und Charlene Woitha. Während Klaas und Woitha in der Qualifikation scheiterten, qualifizierte sich Heidler für das Finale und belegte dort Rang vier.

Athletinnen aus der Schweiz, Österreich und Liechtenstein nahmen nicht teil.

## Aktuelle Titelträgerinnen
| Olympiasiegerin                         | Anita Włodarczyk ( Polen)           | 77,60 m | London 2012    |
| Weltmeisterin                           | Anita Włodarczyk ( Polen)           | 80,85 m | Peking 2015    |
| Europameisterin                         | Anita Włodarczyk ( Polen)           | 78,14 m | Amsterdam 2016 |
| Nord-/Zentralamerika-/Karibik-Meisterin | Amber Campbell ( USA)               | 72,41 m | San José 2015  |
| Südamerika-Meisterin                    | Rosa Rodríguez ( Venezuela)         | 71,66 m | Lima 2015      |
| Asienmeisterin                          | Liu Tingting ( Volksrepublik China) | 68,24 m | Wuhan 2015     |
| Afrikameisterin                         | Amy Sène ( Senegal)                 | 68,35 m | Durban 2016    |
| Ozeanienmeisterin                       | Kaysanne Hockey ( Australien)       | 54,01 m | Cairns 2015    |

## Rekorde

### Bestehende Rekorde
| Weltrekord         | Anita Włodarczyk ( Polen) | 81,08 m | Władysławowo, Polen              | 1. August 2015  |
| Olympischer Rekord | Anita Włodarczyk ( Polen) | 77,60 m | Finale OS London, Großbritannien | 10. August 2012 |

### Rekordverbesserungen
Zunächst wurde der bestehende olympische Rekord verbessert, anschließend gab es einen neuen Welt- und damit auch eine weitere Steigerung des Olympiarekords. Außerdem wurde ein neuer Landesrekord aufgestellt.
- Weltrekord:
  - 82,29 m – Anita Włodarczyk (Polen), Finale am 15. August, dritter Versuch
- Olympischer Rekord:
  - 80,40 m – Anita Włodarczyk (Polen), Finale am 15. August, zweiter Versuch
- Landesrekord:
  - 74,54 m – Sophie Hitchon (Großbritannien), Finale am 15. August, sechster Versuch

## Legende
Kurze Übersicht zur Bedeutung der Symbolik – so üblicherweise auch in sonstigen Veröffentlichungen verwendet:
| – | verzichtet |
| x | ungültig   |

Anmerkungen:
- Alle Zeitangaben sind auf die Ortszeit Rio (UTC-3) bezogen.
- Alle Weiten sind in Metern (m) angegeben.

## Qualifikation
Drei Athletinnen (hellblau unterlegt) übertrafen die direkte Finalqualifikationsweite von 72,00 m. Damit war die Mindestanzahl von zwölf Finalteilnehmerinnen nicht erreicht und das Finalfeld wurde mit den neun nächstbesten Starterinnen beider Gruppen (hellgrün unterlegt) auf zwölf Wettbewerberinnen aufgefüllt. So mussten schließlich 70,30 m für die Finalteilnahme erbracht werden.

### Gruppe A
12. August 2016, 20.40 Uhr
| Platz | Name                | Nation              | 1. Versuch | 2. Versuch | 3. Versuch | Weite (m) |
| ----- | ------------------- | ------------------- | ---------- | ---------- | ---------- | --------- |
| 1     | Anita Włodarczyk    | Polen               | 76,93      | –          | –          | 76,93     |
| 2     | Rosa Rodríguez      | Venezuela           | x          | 69,34      | 72,41      | 72,41     |
| 3     | Zalina Marghieva    | Moldau              | 68,80      | 71,72      | 70,90      | 71,72     |
| 4     | DeAnna Price        | USA                 | 69,25      | 69,52      | 70,79      | 70,79     |
| 5     | Wang Zheng          | Volksrepublik China | 68,91      | 70,60      | x          | 70,60     |
| 6     | Alexandra Tavernier | Frankreich          | x          | 68,42      | 70,30      | 70,30     |
| 7     | Gwen Berry          | USA                 | 68,07      | x          | 69,90      | 69,90     |
| 8     | Liu Tingting        | Volksrepublik China | 67,40      | 69,14      | 63,35      | 69,14     |
| 9     | Kateřina Šafránková | Tschechien          | 66,52      | 68,33      | 65,30      | 68,33     |
| 10    | Martina Hrašnová    | Slowakei            | 67,63      | 66,10      | 64,32      | 67,63     |
| 11    | Alena Sobalewa      | Belarus             | x          | 66,71      | 67,06      | 67,06     |
| 12    | Iryna Nowoschylowa  | Ukraine             | 66,70      | x          | 65,15      | 66,70     |
| 13    | Heather Steacy      | Kanada              | 66,01      | x          | 63,78      | 66,01     |
| 14    | Kıvılcım Kaya       | Türkei              | x          | x          | 64,79      | 64,79     |
| 15    | Charlene Woitha     | Deutschland         | x          | x          | 62,50      | 62,50     |
| 16    | Daina Levy          | Jamaika             | x          | 60,35      | x          | 60,35     |

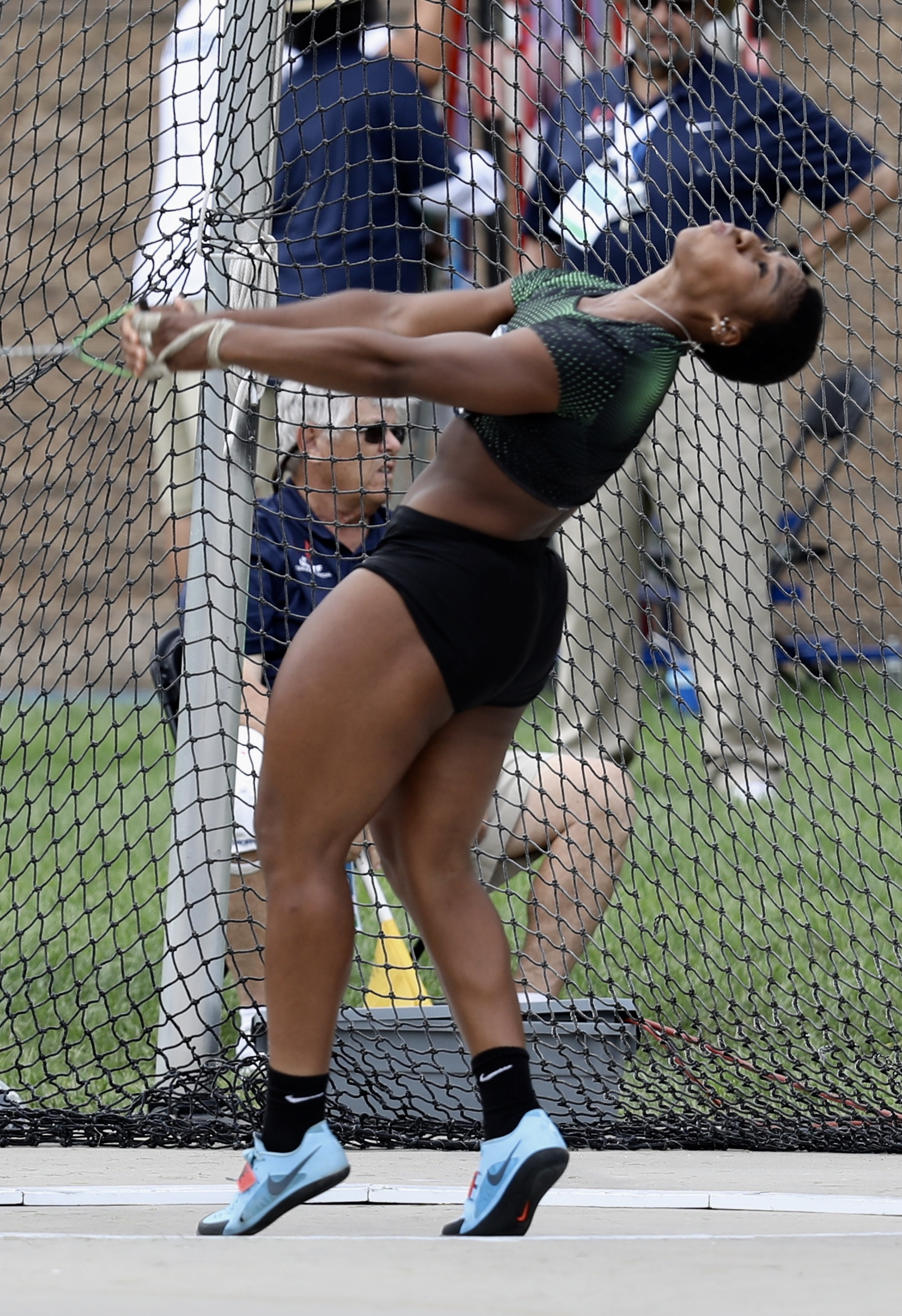
Gwen Berry – ausgeschieden mit 68,90 m

Weitere in Qualifikationsgruppe A ausgeschiedene Hammerwerferinnen:

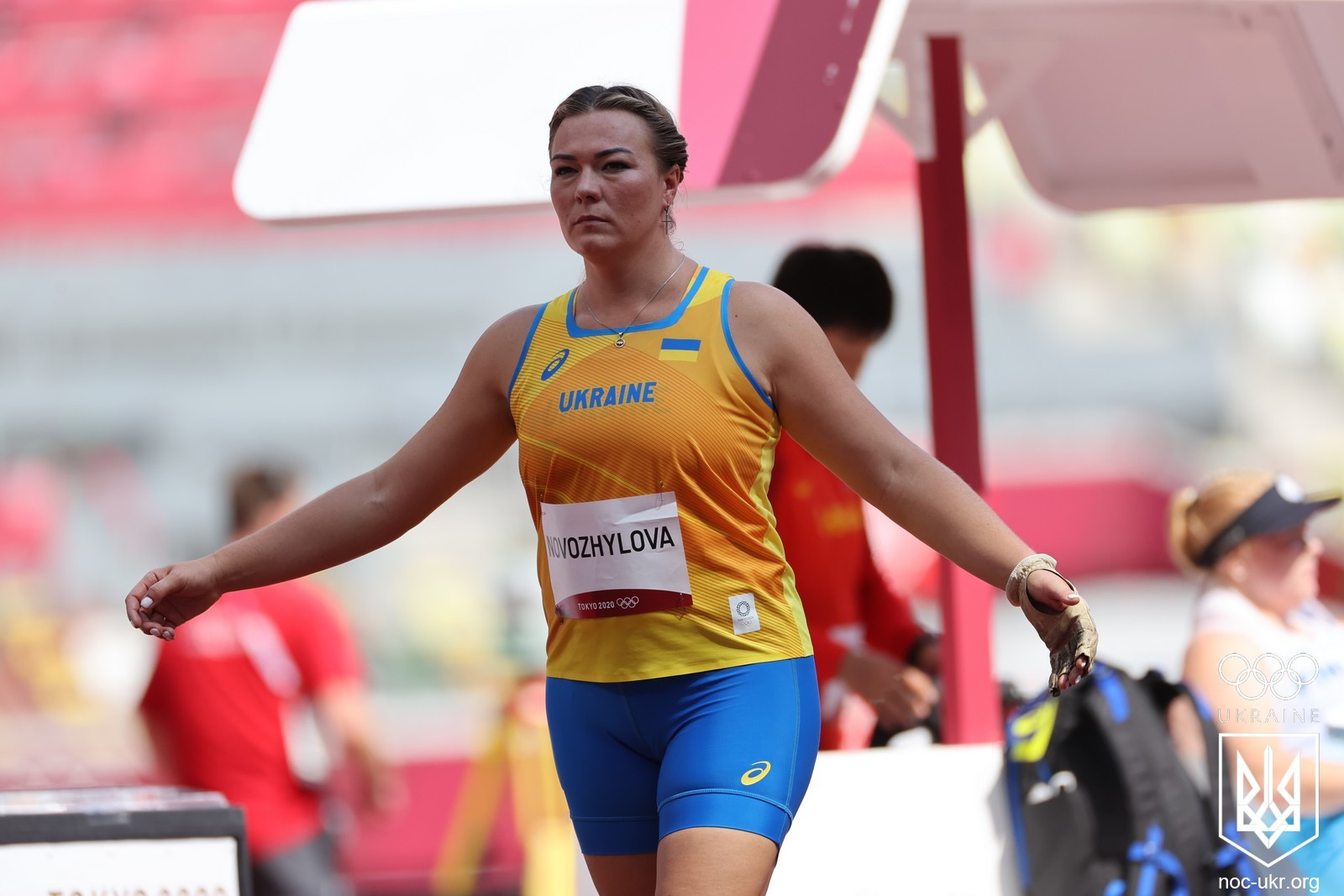
Iryna Nowoschylowa – 66,70 m
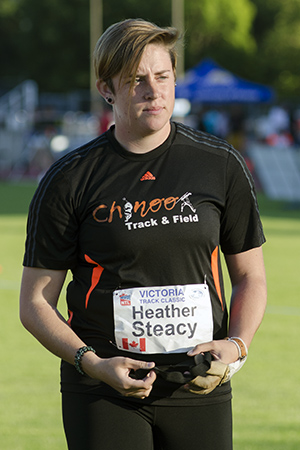
Heather Steacy – 66,01 m

### Gruppe B
12. August 2016, 22.10 Uhr
| Platz | Name                 | Nation              | 1. Versuch | 2. Versuch | 3. Versuch | Weite (m) |
| ----- | -------------------- | ------------------- | ---------- | ---------- | ---------- | --------- |
| 1     | Zhang Wenxiu         | Volksrepublik China | x          | 70,72      | 73,58      | 73,58     |
| 2     | Joanna Fiodorow      | Polen               | 71,77      | 71,59      | 69,29      | 71,77     |
| 3     | Betty Heidler        | Deutschland         | 71,17      | 66,62      | 68,60      | 71,17     |
| 4     | Hanna Malyschtschyk  | Belarus             | x          | 64,69      | 71,12      | 71,12     |
| 5     | Amber Campbell       | USA                 | 71,09      | x          | x          | 71,09     |
| 6     | Sophie Hitchon       | Großbritannien      | x          | 70,37      | 68,68      | 70,37     |
| 7     | Hanna Skydan         | Aserbaidschan       | 67,05      | 68,98      | 70,09      | 70,09     |
| 8     | Malwina Kopron       | Polen               | 69,31      | 69.69      | x          | 69,69     |
| 9     | Kathrin Klaas        | Deutschland         | 67,92      | 64,89      | 67,01      | 67,92     |
| 10    | Tuğçe Şahutoğlu      | Türkei              | 65,47      | 67,05      | 61,92      | 67,05     |
| 11    | Marina Nichișenco    | Moldau              | 65,19      | 63,82      | 65,10      | 65,19     |
| 12    | Amy Sène             | Senegal             | 64,83      | x          | 60,91      | 64,83     |
| 13    | Jennifer Dahlgren    | Argentinien         | 63,03      | x          | x          | 63,03     |
| 14    | Iryna Klymez         | Ukraine             | 62,00      | x          | 62,75      | 62,75     |
| 15    | Natalija Solotuchina | Ukraine             | 56,60      | x          | 56,96      | 56,96     |
| 16    | Yirisleydi Ford      | Kuba                | 10,91      | x          | x          | 10,91     |

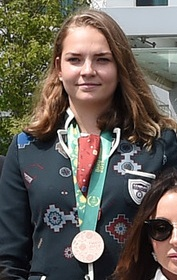
Hanna Skydan – ausgeschieden mit 70,09 m

Weitere in Qualifikationsgruppe B ausgeschiedene Hammerwerferinnen:

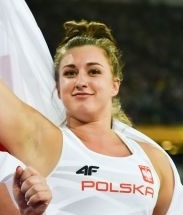
Malwina Kopron – 69,69 m
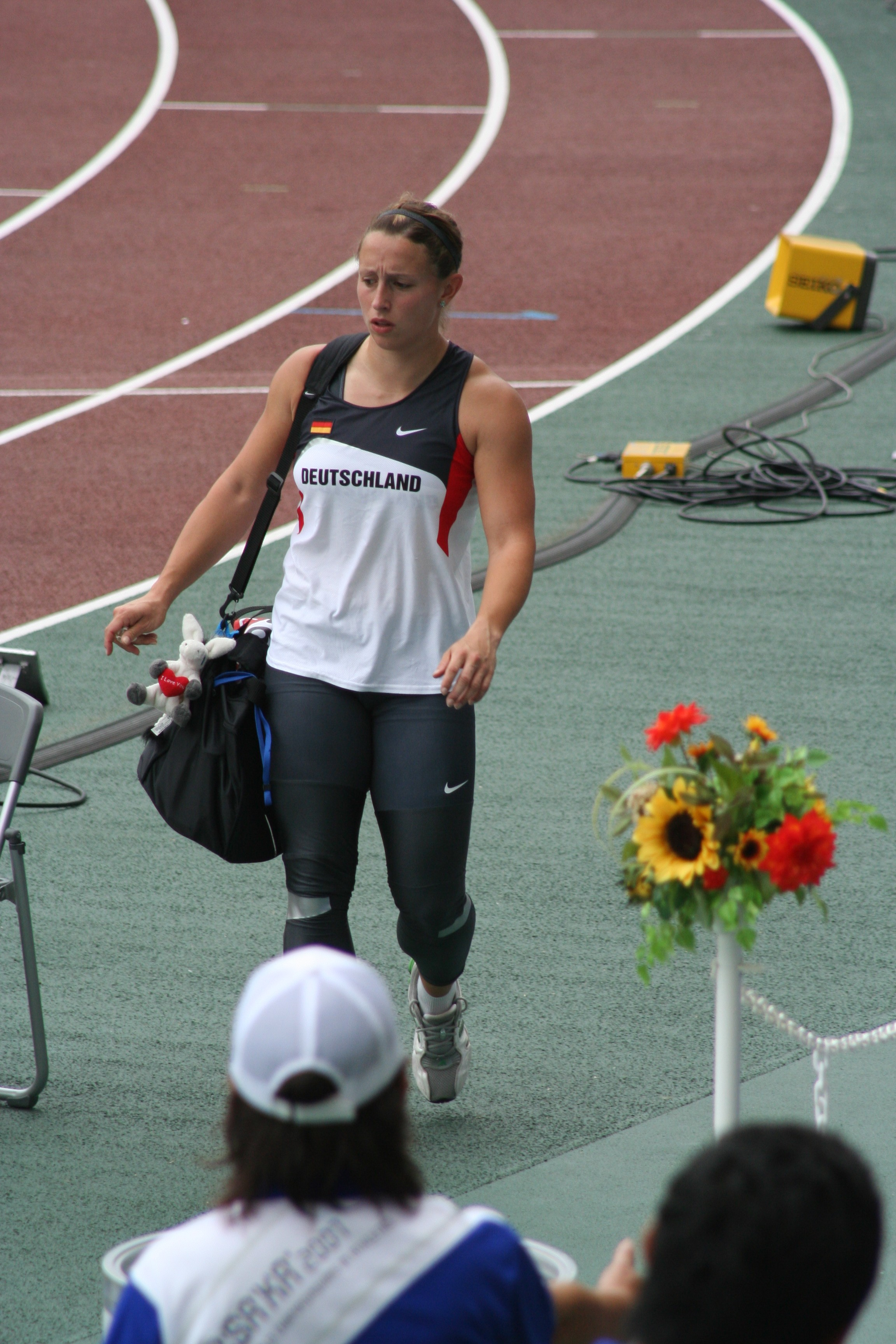
Kathrin Klaas – 67,92 m
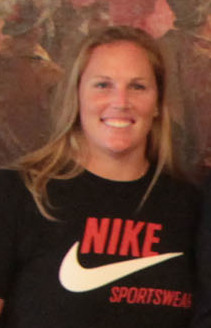
Jennifer Dahlgren – 63,03 m

## Finale
15. August 2016, 10.40 Uhr
| Platz | Name                | Nation              | 1. Versuch | 2. Versuch | 3. Versuch | 4. Versuch                                  | 5. Versuch                                  | 6. Versuch                                  | Weite (m) | Anmerkung |
| ----- | ------------------- | ------------------- | ---------- | ---------- | ---------- | ------------------------------------------- | ------------------------------------------- | ------------------------------------------- | --------- | --------- |
| 1     | Anita Włodarczyk    | Polen               | 76,35      | 80,40 OR   | 82,29 WR   | x                                           | 81,74                                       | 79,60000                                    | 82,29     | WR        |
| 2     | Zhang Wenxiu        | Volksrepublik China | 75,06      | 74,04000   | 76,19000   | 74,65                                       | 76,75                                       | 70,93000                                    | 76,75     |           |
| 3     | Sophie Hitchon      | Großbritannien      | x          | 73,29000   | 71,73      | 72,28                                       | 72,89                                       | 74,54 NR                                    | 74,54     | NR        |
| 4     | Betty Heidler       | Deutschland         | 71,38      | 69,24000   | 69,84000   | 72,71                                       | 73,71                                       | x000                                        | 73,71     |           |
| 5     | Zalina Marghieva    | Moldau              | 69,01      | x000       | 72,38000   | 73,50                                       | 72,96                                       | 70,24000                                    | 73,50     |           |
| 6     | Amber Campbell      | USA                 | 68,18      | 68,85000   | 70,20000   | 70,57                                       | 72,74                                       | 71,09000                                    | 72,74     |           |
| 7     | Hanna Malyschtschyk | Belarus             | 66,58      | x000       | 70,38000   | 70,60                                       | 69,68                                       | 71,90000                                    | 71,90     |           |
| 8     | DeAnna Price        | USA                 | 68,12      | x000       | 70,95      | x                                           | 61,95                                       | 69,18000                                    | 70,95     |           |
|       |                     |                     |            |            |            |                                             |                                             |                                             |           |           |
| 9     | Joanna Fiodorow     | Polen               | 69,87      | x000       | 68,63000   | nicht im Finale der besten acht Werferinnen | nicht im Finale der besten acht Werferinnen | nicht im Finale der besten acht Werferinnen | 69,87     |           |
| 10    | Rosa Rodríguez      | Venezuela           | 67,94      | 66,87000   | 69,26000   | nicht im Finale der besten acht Werferinnen | nicht im Finale der besten acht Werferinnen | nicht im Finale der besten acht Werferinnen | 69,26     |           |
| 11    | Alexandra Tavernier | Frankreich          | x          | 65,18000   | x000       | nicht im Finale der besten acht Werferinnen | nicht im Finale der besten acht Werferinnen | nicht im Finale der besten acht Werferinnen | 65,18     |           |
| NM    | Wang Zheng          | Volksrepublik China | x          | x000       | x000       | nicht im Finale der besten acht Werferinnen | nicht im Finale der besten acht Werferinnen | nicht im Finale der besten acht Werferinnen | ogV       |           |

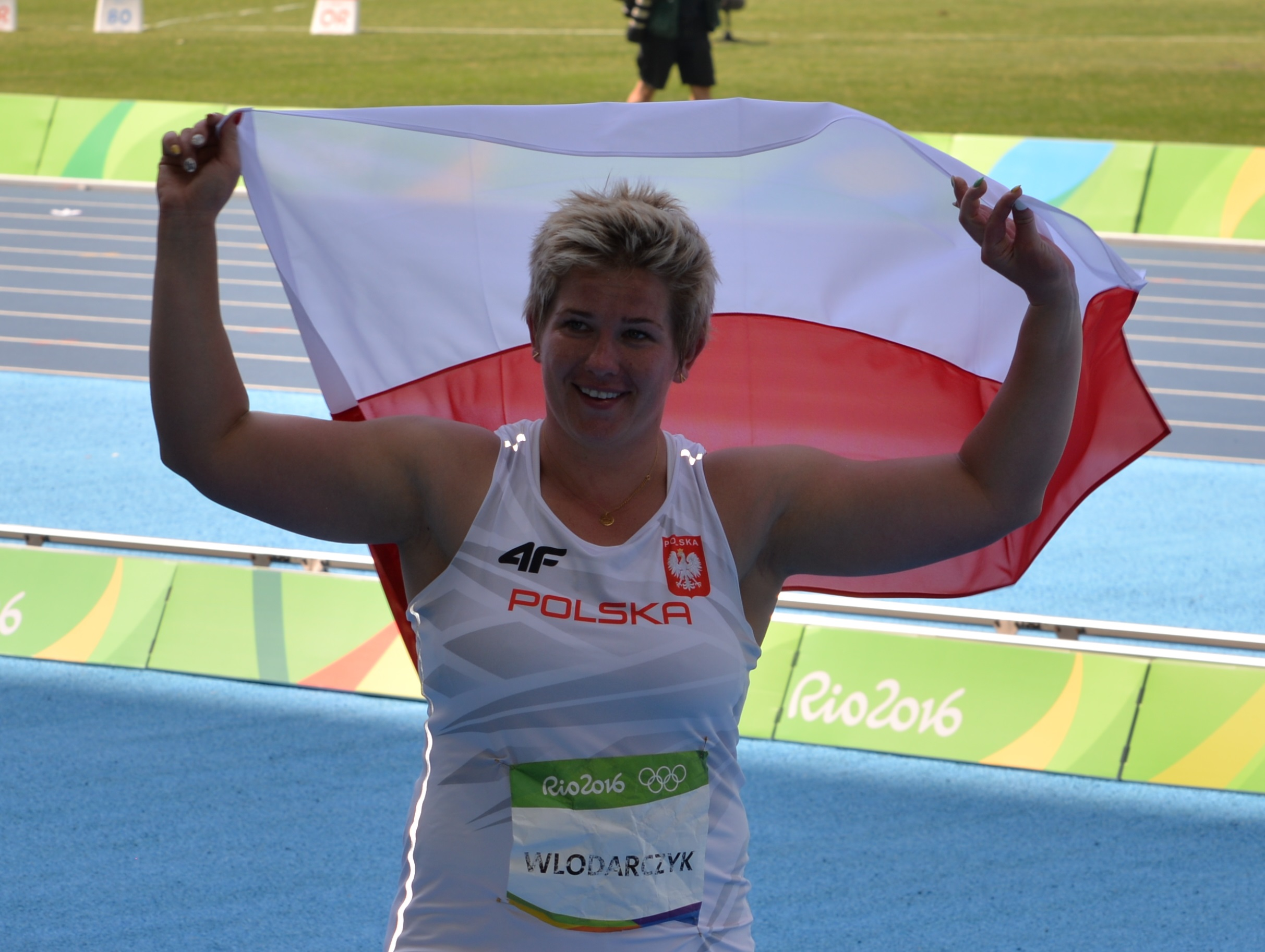
AnitaWlodarczyk – zum zweiten Mal in Folge Goldmedaillengewinnerin im Hammerwurf

Im Finale hatte jede Teilnehmerin zunächst drei Versuche, die Weiten der Qualifikationsrunde wurden nicht gewertet. Die besten acht Athletinnen hatten im Anschluss drei weitere Versuche, die letzten vier schieden aus.
Für das Finale hatten sich zwölf Athletinnen qualifiziert, drei von ihnen direkt über die Qualifikationsweite, neun weitere über ihre Platzierungen. Je zwei Polinnen, US-Amerikanerinnen und Chinesinnen kämpften mit jeweils einer Athletin aus Deutschland, Frankreich, Großbritannien, Moldawien, Venezuela, und Weißrussland um die Medaillen.
Klare Favoritin war die Polin Anita Włodarczyk, die Olympiasiegerin von 2012, amtierende Welt- und Europameisterin, darüber hinaus auch aktuelle Weltrekordhalterin. Zu den weiteren Medaillenkandidatinnen gehörten die chinesische Vizeweltmeisterin und WM-Dritte von 2013 Zhang Wenxiu, die französische WM-Dritte von 2015 Alexandra Tavernier und die deutsche Vizeeuropameisterin Betty Heidler.
Anita Włodarczyk übernahm schon in der ersten Runde die Spitzenposition. Mit 76,35 m führte sie vor der Chinesin Zhang Wenxiu, die mit 75,06 m nicht weit zurücklag. Die Deutsche Betty Heidler war mit 71,38 m Dritte. In Durchgang zwei gelang Włodarczyk der erste 80-Meter-Wurf bei Olympischen Spielen. Mit ihren 80,40 m verbesserte sie den Olympiarekord gleich um mehr als zwei Meter. Die Britin Sophie Hitchon schob sich mit 73,29 m an Heidler vorbei auf Platz drei.
Im dritten Versuch gelang Włodarczyk mit 82,29 m ein neuer Weltrekord. Sie übertraf damit ihre eigene Bestmarke um 1,21 m. Zhang verbesserte sich in dieser Runde auf 76,19 m. Im fünften Durchgang gelang Włodarczyk mit 81,74 m ein weiterer Wurf über ihren vorher gültigen Weltrekord hinaus. Heidler konnte sich mit 73,71 m wieder auf Position drei schieben. Hinter der Olympiasiegerin sicherte Zhang Wenxiu ihren Silberplatz mit 76,75 m weiter ab. Im letzten Durchgang zog dann Sophie Hitchon erneut an Betty Heidler vorbei, als sie den Hammer auf 74,54 m warf und damit einen neuen britischen Landesrekord aufstellte. Fünfte wurde die Moldawierin Zalina Marghieva vor der US-Amerikanerin Amber Campbell.
Sophie Hitchon war die erste britische Medaillengewinnerin in dieser Disziplin.

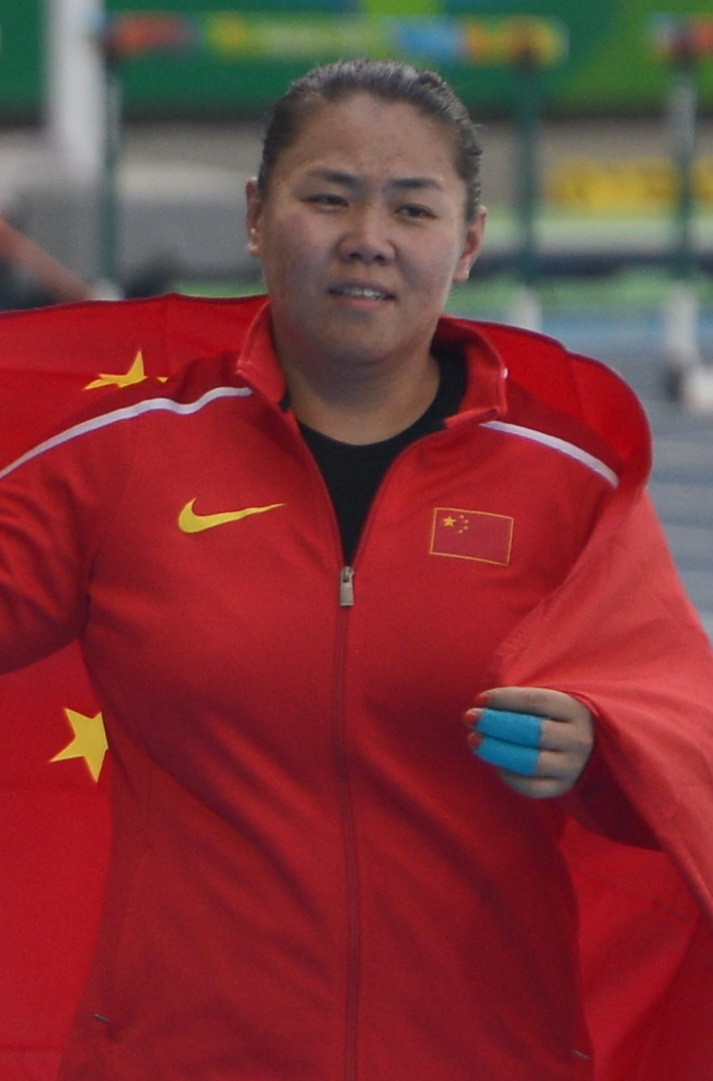
Silbermedaillengewinnerin Zhang Wenxiu
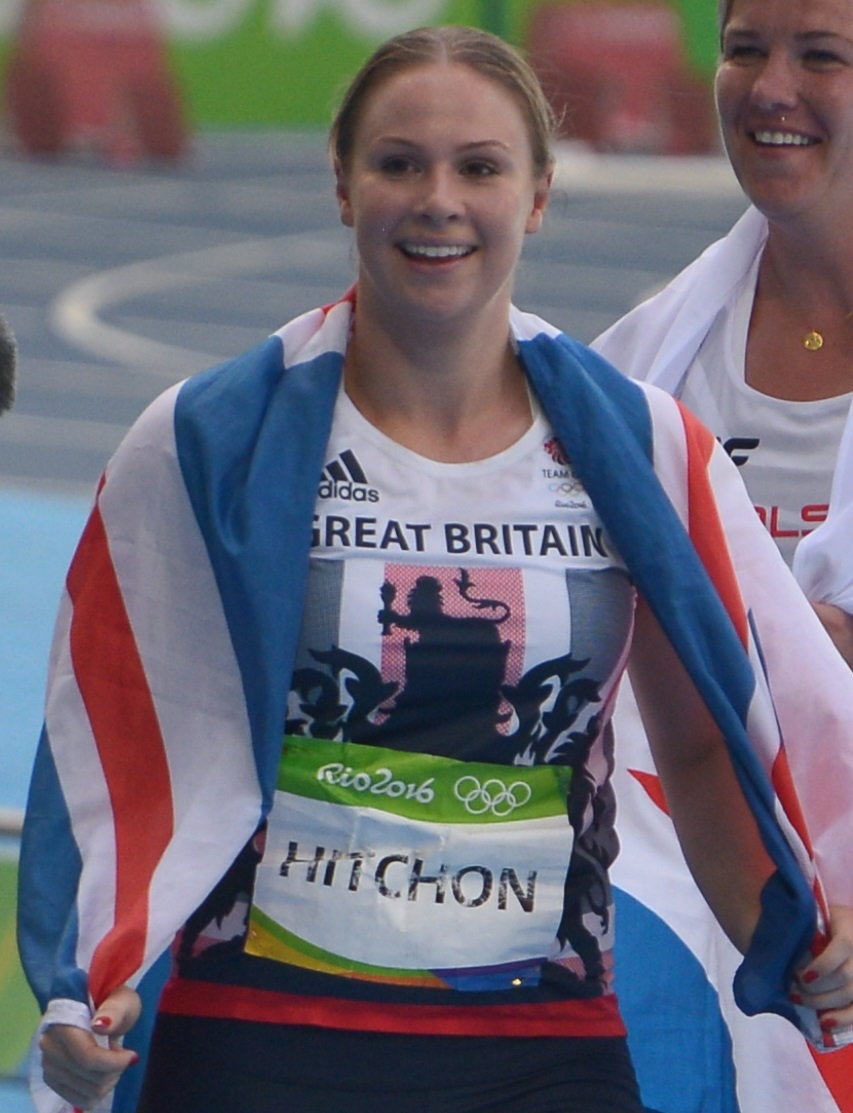
Bronzemedaillengewinnerin Sophie Hitchon
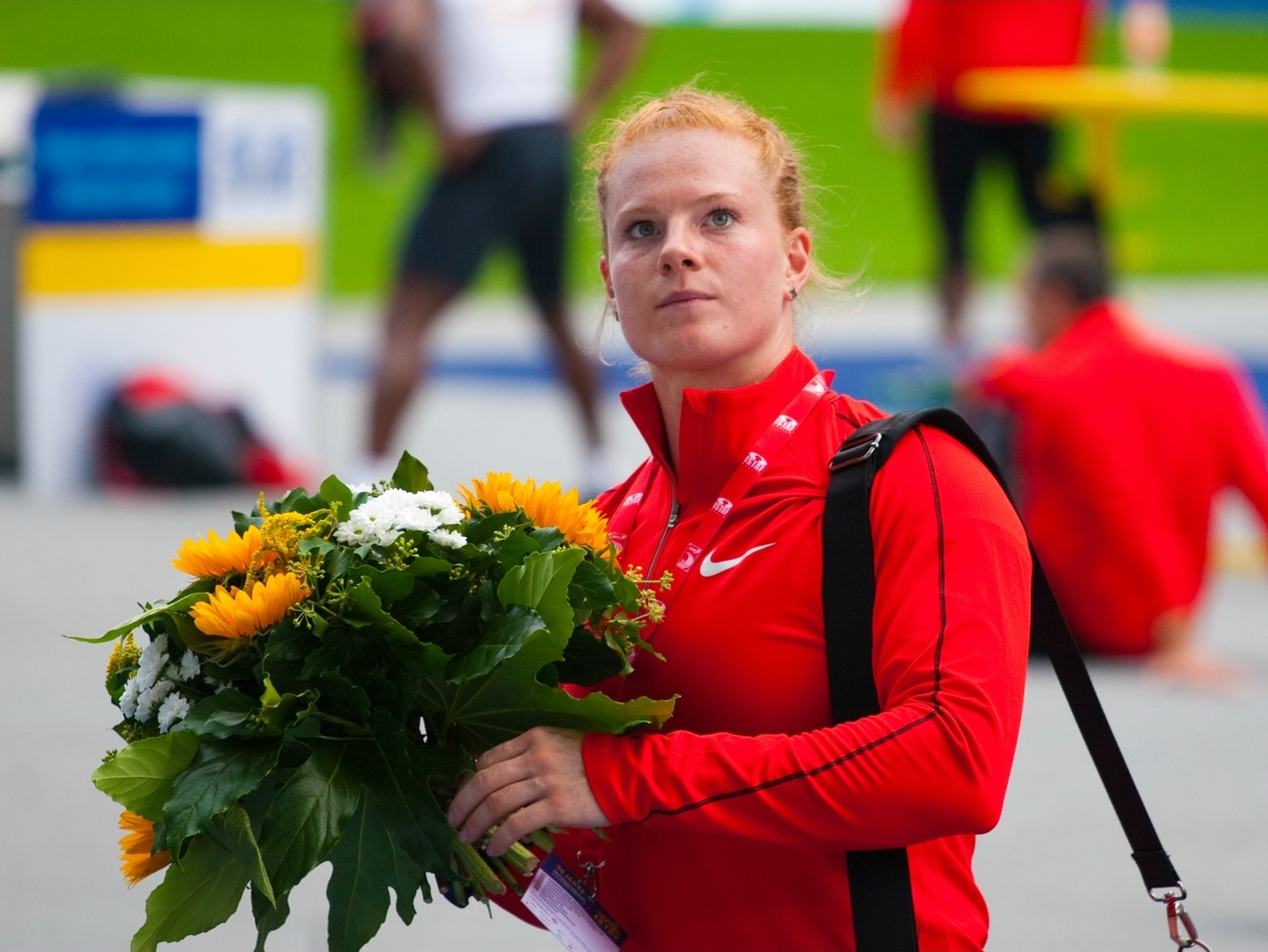
Betty Heidler belegte Rang vier

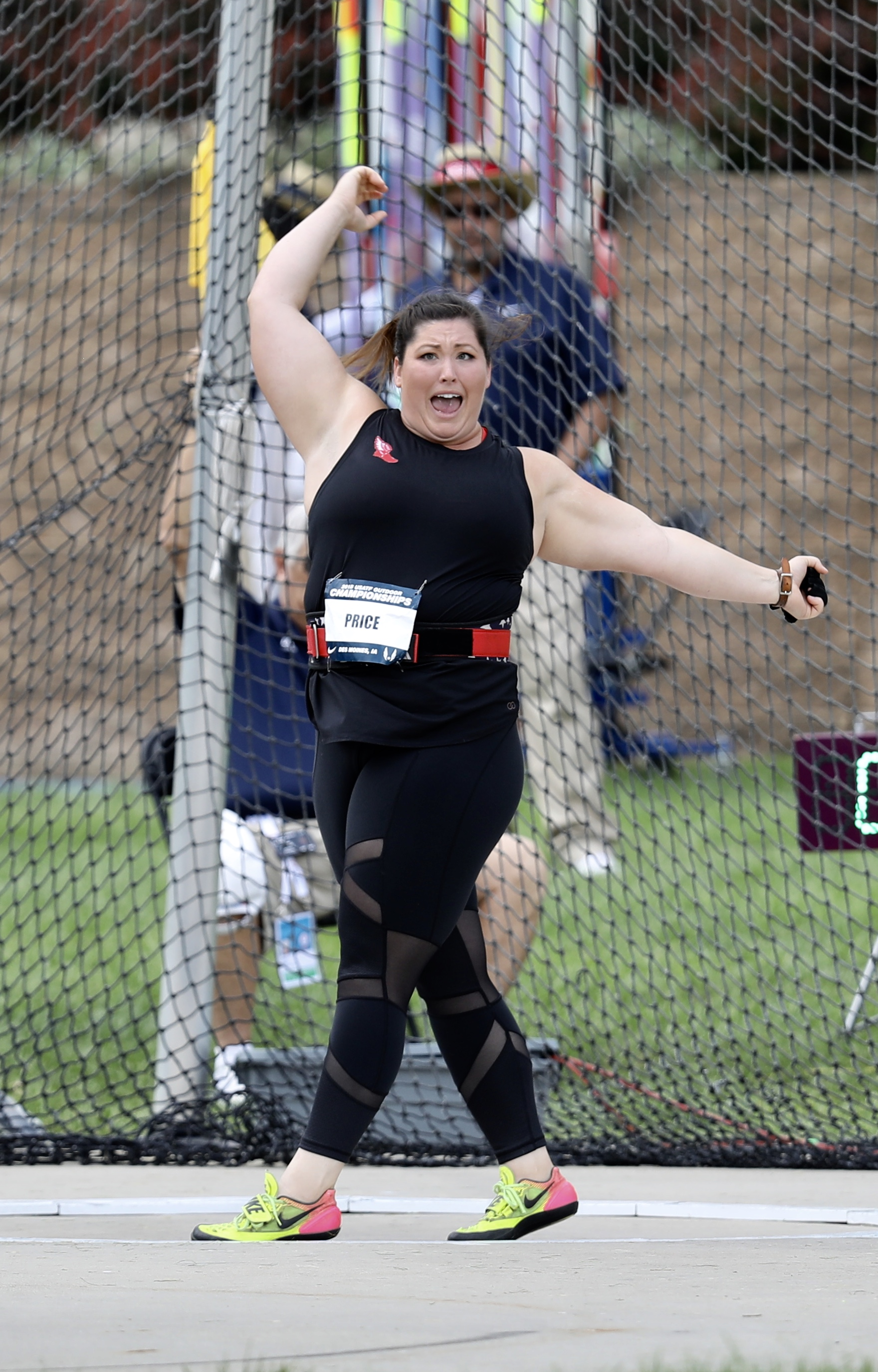
DeAnna Price kam auf den achten Platz
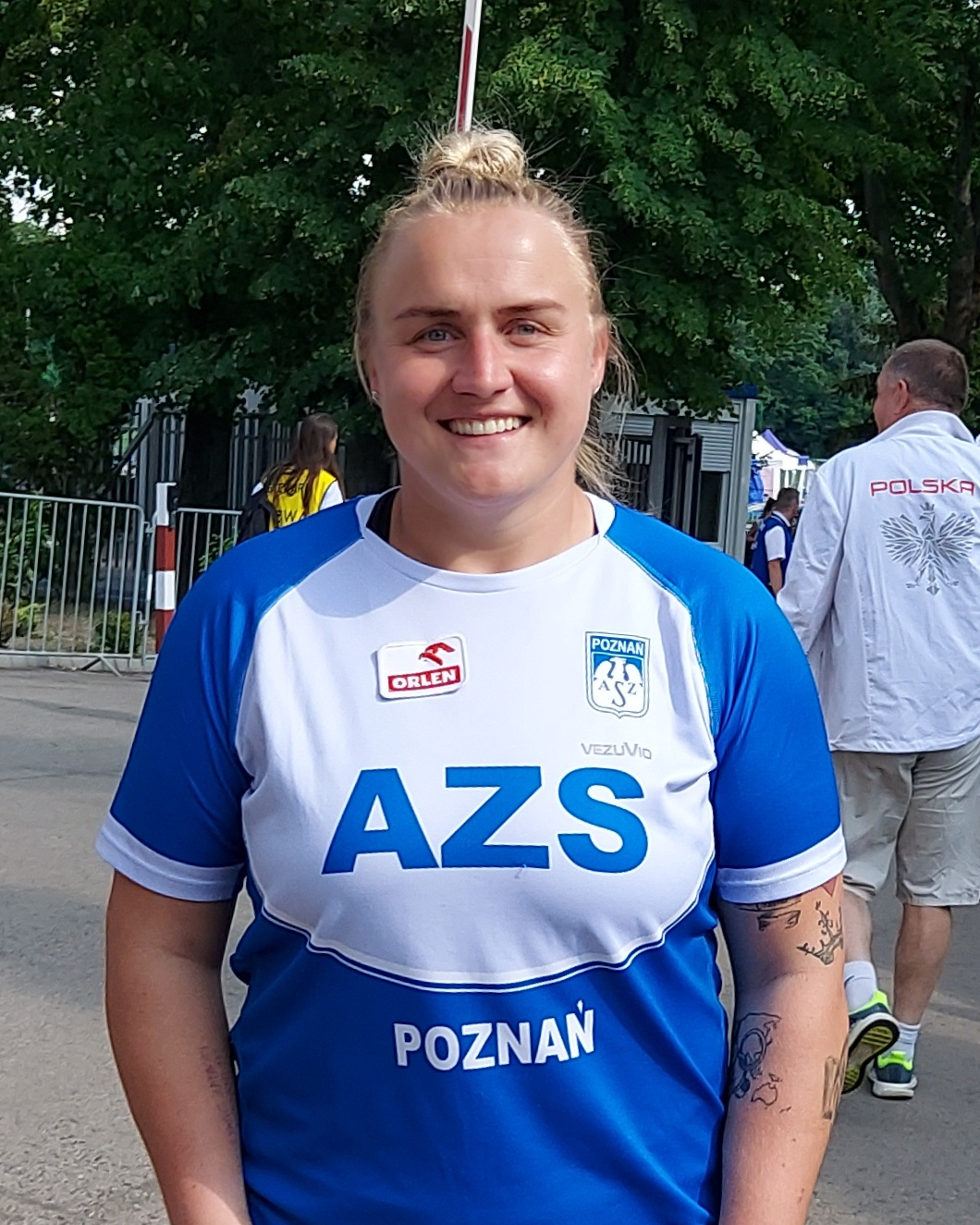
Joanna Fiodorow – Rang neun
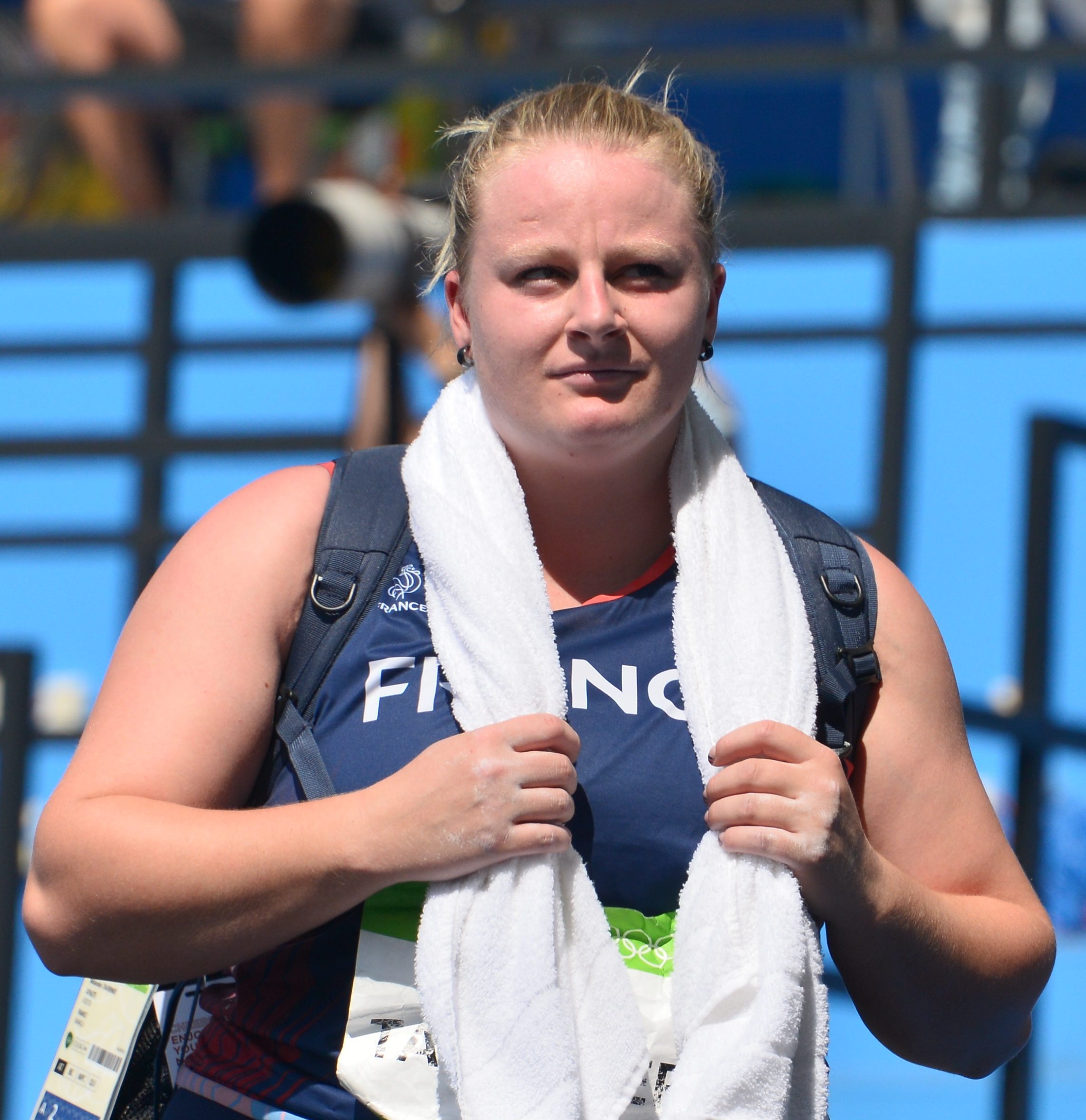
Alexandra Tavernier erreichte Platz elf
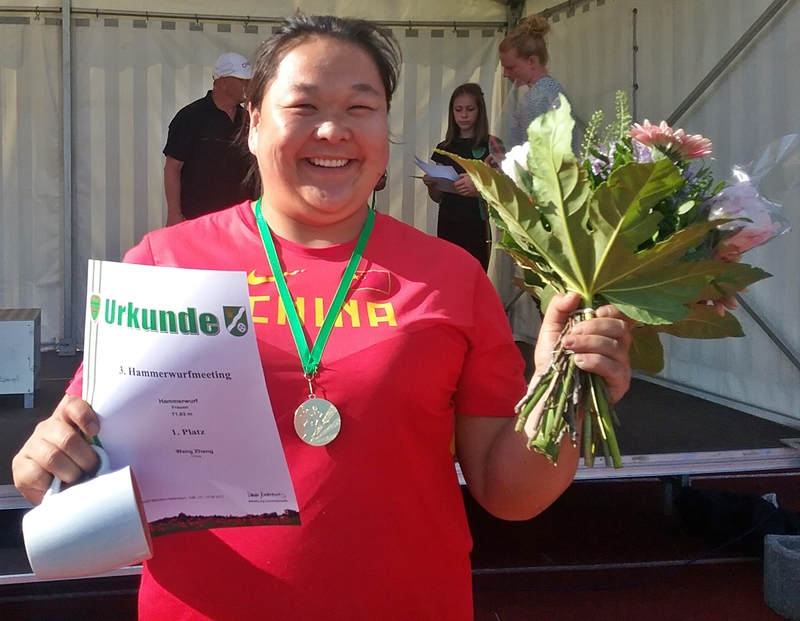
Wang Zheng gelang im Finale kein gültiger Wurf

## Video
- Rio Replay: Women's Hammer Final, youtube.com, abgerufen am 13. Mai 2022